# Paphiopedilum philippinense
Paphiopedilum philippinense é uma espécie de orquídea (Orchidaceae) do Sudeste Asiático. Há uma variedade, denominada roebelenii, originária de Luzon, na Filipinas, que alguns taxonomistas preferem classificar como espécie autônoma.